# Геоконтент
Геоконтент (от англ. geography — география и content — содержание, суть) — это информация, которая представляет ценность для конкретной аудитории в зависимости от её текущего или предполагаемого расположения, и порождается интеграцией данных из географической информационной системы и источников не пространственных данных.

## Вводная
Бурный рост геолокационных сервисов потребовал новых требований от пространственных баз данных. Причиной роста являются совершенствование и удешевление модулей геопозиционирования и выход новых типов устройств навигации, геолокации и дополненной реальности (кибер-очки, навигация на лобовом стекле и т.д). Основные проблемы — актуальность и полнота гео-данных.

## Понятие
В связи с этим, по аналогии с другими типами контента (текстовым и мультимедиа), геоконтент позволяет создать контентно-адресуемое хранилище данных, только в этом случае в качестве данных выступают геоданные.
Геоконтент позволяет с помощью геотегов связать географические координаты со всеми видами информации (как текстовой, так и мультимедийной — изображения, аудио, видео) в единый информационный поток.
Геоконтент отличается от геоданных так же, например, как видеоконтент от видеоданных.

## Применение
Геоконтент призван обеспечить новую форму представления и выдачи геоданных (потоковую передачу информации). Можно провести аналогию с переходом, например, от киноплёнки к медиа (мультимедиа)-контенту. Появление этой формы представления информации возможно лишь при появлении агрегаторов и операторов геоконтента.